# 吉永國光
吉永 國光（よしなが くにみつ、1945年11月20日 - ）は、日本の官僚、銀行家。東和銀行相談役。

## 経歴
- 1945年 - 福岡県に出生
- 1964年 - 福岡県立修猷館高等学校卒業[1][2]
- 1969年 - 東京大学経済学部卒業、日本銀行入行[3]
- 1970年10月 - 大蔵省入省（大臣官房付）[4]
- 1971年4月 - 大蔵省関税局企画課[4]
- 1973年5月 - 大蔵省関税局付（米国留学）[4][5]
- 1975年7月 - 大蔵省大臣官房秘書課調査主任[4][6]
- 1976年7月 - 佐世保税務署長[4]
- 1977年7月 - 甲府税務署長[4]
- 1978年1月 - 国税庁長官官房企画課長補佐[4]
- 1978年7月 - 国税庁調査査察部調査課長補佐[4]
- 1979年7月 - 国際金融局投資第二課長補佐[3]
- 1981年7月 - 理財局資金第二課長補佐（運用三）[7]
- 1983年6月 - 大阪税関総務部長
- 1984年7月 - 大蔵省大臣官房地方課長補佐
- 1986年6月 - 東海財務局理財部長[3]
- 1988年6月 - 関税局国際機関課企画官
- 1990年7月 - 大臣官房参事官[3]
- 1991年5月 - 外務省在ニューヨーク総領事館領事兼在米国大使館参事官
- 1994年7月 - 関税局国際機関課長[3]
- 1995年6月 - 大蔵省大臣官房付
- 1995年7月 - 岩手県副知事
- 1998年7月 - 関東財務局長
- 1999年11月 - 欧州復興開発銀行理事
- 2002年8月 - 国際協力事業団（現・国際協力機構）理事
- 2005年6月 - 東和銀行顧問を経て専務[8]
- 2006年6月 - 同副頭取[8]
- 2007年5月 - 同頭取[8][9]
- 2020年6月 - 同会長[8]
- 2021年6月 - 同相談役[10]